# Vitvingad duva
Vitvingad duva (Zenaida asiatica) är en amerikansk fågel i familjen duvor.

## Utseende och läten
Vitvingad duva är en 25–31 cm stor duva, med sin beigefärgade fjäderdräkte påminnande om den obesläktade turkduvan. Istället är den nära släkt med den i formen rätt annorlunda spetsstjärtade duvan, vilket den i jämförelse med är både större och har bredare vingar och kortare, mer fyrkantig stjärt. I flykten syns svartaktiga vingpennor och vita täckare som på sittande fågel formar ett band utmed vingen. På huvudet syns en svart strupsidesfläck. Stjärten är brun centralt, grå på kanterna och med vit spets. Undre stjärttäckarna är grå.
Sången är ett rytmiskt "hhhHEPEP-pou-pooooo", påminnande om kråsugglans läte. Vid uppflog hörs ett svagt visslande ljud från vingarna.

## Utbredning och systematik
Vitvingad duva delas in i tre underarter med följande utbredning:
- Zenaida asiatica mearnsi – förekommer i torra södra Kalifornien, Arizona, norra och västra Mexiko samt på Islas Marías
- Zenaida asiatica asiatica – förekommer från torra södra Texas till Nicaragua, Karibien
- Zenaida asiatica australis – förekommer från västra Costa Rica till västra Panama

## Status och hot
Arten har ett stort utbredningsområde och en stor population, och tros öka i antal. Utifrån dessa kriterier kategoriserar IUCN arten som livskraftig (LC). Världspopulationen uppskattas till mellan 3,6 opch 7,4 miljoner vuxna individer.